# Perobal
Perobal ist ein brasilianisches Munizip im Nordwesten des Bundesstaats Paraná. Es hat 7.189 Einwohner (2022), die sich Perobalenser nennen. Seine Fläche beträgt 409 km². Es liegt 406 Meter über dem Meeresspiegel.

## Etymologie
Perobal bedeutet auf Deutsch Perobenwald. Der Name wurde dem Ort gegeben, weil es zur Zeit der Kolonisierung eine große Menge an Hartholz gab, das Peroba genannt wurde.

## Geschichte

### Besiedlung
Als die ersten Siedler um 1950 ankamen, war das Gebiet, in dem die Gemeinde Perobal liegt, mit geschlossenem Wald bedeckt. Vorherrschende Holzart war die Peroba. Dies sind bis zu 20 bis 30 Meter hoch wachsende immergrüne Bäume aus der Familie der Hundsgiftgewächse, deren Hartholz sich als Bauholz eignet. Neusiedler der ersten Generation verwendeten es für die Errichtung ihrer Gebäude
In den 1960er Jahren gehörte Perobal zur Gemeinde Umuarama. Seine Wirtschaft basierte auf dem Kaffeeanbau und der Holzgewinnung. In diesem Jahrzehnt wurde der Bundesstaat Paraná nach Angaben der Companhia Melhoramentos Norte do Paraná zum größten Kaffeeproduzenten Brasiliens und erreichte 60 % der brasilianischen Produktion, was das Wachstum des Kaffeeanbaus in der Gemeinde förderte.
In den Jahren 1963 bis 1966 führten mehrere Fröste und eine durch Versäumnisse der Landes- und Bundesregierung verschärfte Wirtschaftspolitik zu einer schweren Finanzkrise im ländlichen Raum, die die völlige Verdrängung des Kaffeeanbaus zur Folge hatte. Die aus dieser Wirtschaftskrise resultierenden Landfluchtprozesse führten zu schwerwiegenden städtischen Problemen. Denn die Städte waren auf dieses Bevölkerungswachstum nicht vorbereitet. Es gab in den städtischen Zentren auch keine Ressourcen, da sie von der stagnierenden Kaffeewirtschaft abhängig waren. Dies führte zu einer beispiellosen Landflucht, die soziale, wirtschaftliche und städtische Infrastrukturprobleme und die räumliche Zerrüttung der städtischen Zentren der Kaffeeregionen ganz Paranás verursachte, nicht nur der Stadt und der Bezirke von Umuarama.
In den 1970er Jahren wurden die kleinen Grundstücke, die durch die Parzellierung der Companhia Melhoramentos Norte do Paraná entstanden waren, zunehmend aufgekauft, so dass große Ländereien für den Weidebetrieb und die Viehwirtschaft entstanden.

### Erhebung zum Munizip
Perobal wurde durch das Staatsgesetz Nr. 9960 vom 29. April 1992 aus Umuarama ausgegliedert und in den Rang eines Munizips erhoben. Es wurde am 1. Januar 1997 als Munizip installiert.

## Geografie

### Fläche und Lage
Perobal liegt auf dem Terceiro Planalto Paranaense (der Dritten oder Guarapuava-Hochebene von Paraná). Seine Fläche beträgt 409 km². Es liegt auf einer Höhe von 406 Metern.

### Vegetation
Das Biom von Perobal ist Mata Atlântica.

### Klima
Das Klima ist gemäßigt warm. Es werden hohe Niederschlagsmengen verzeichnet (1741 mm pro Jahr). Im Jahresdurchschnitt liegt die Temperatur bei 22,5 °C. Die Klimaklassifikation nach Köppen und Geiger lautet Cfa.

### Gewässer
Perobal liegt im Einzugsgebiet des Rio Piquiri. Der Rio Goioerê bildet zusammen mit seinem rechten Nebenfluss Rio Palmital die östliche, sein rechter Nebenfluss Rio Azul die südwestliche Grenze des Munizips. Südlich des Stadtgebiets entspringt der Ribeirão Jangada und fließt in Richtung Südwesten.

### Straßen
Perobal ist über die PR-323 mit Iporã im Westen und Umuarama im Nordosten verbunden.

### Nachbarmunizipien
|                |                                             | Umuarama |
| Cafezal do Sul | Kompassrose, die auf Nachbargemeinden zeigt |          |
|                | Alto Piquiri                                | Mariluz  |

## Stadtverwaltung
Bürgermeister: Almir de Almeida, PL (2021–2024)
Vizebürgermeister: Marcio Pereira da Silva, MDB (2021–2024)

## Demografie

### Bevölkerungsentwicklung
| Jahr | Einwohner | Stadt | Land  |
| ---- | --------- | ----- | ----- |
| 2000 | 5.291     | 2.626 | 2.665 |
| 2010 | 5.653     | 3.080 | 2.573 |
| 2022 | 7.189     |       |       |

Quelle: IBGE, bis 2010: Volkszählungen und Volkszählung 2022

### Ethnische Zusammensetzung
| Gruppe * | 2000    | 2010    | wer sich als …                                                                   |
| --- | ------- | ------- | -------------------------------------------------------------------------------- |
| Weiße | 66,6 %  | 64,2 %  | weiß bezeichnet                                                                  |
| Schwarze | 2,6 %   | 5,2 %   | schwarz bezeichnet                                                               |
| Gelbe | 0,3 %   | 0,4 %   | von fernöstlicher Herkunft wie japanisch, chinesisch, koreanisch etc. bezeichnet |
| Braune | 29,8 %  | 30,2 %  | braun oder als Mischung aus mehreren Gruppen bezeichnet                          |
| Indigene | 0,3 %   | 0,0 %   | Ureinwohner oder Indio bezeichnet                                                |
| ohne Angabe | 0,4 %   | 0,0 %   |                                                                                  |
| Gesamt | 100,0 % | 100,0 % |                                                                                  |
| *) Das IBGE verwendet für Volkszählungen ausschließlich diese fünf Gruppen. Es verzichtet bewusst auf Erläuterungen. Die Zugehörigkeit wird vom Einwohner selbst festgelegt. |         |         |                                                                                  |

Quelle: IBGE (Stand: 1991, 2000 und 2010)